# Marbas

Pintura a óleo de William John Ruggins (?-05-1820 /25-02-1884)

Na demonologia, Marbas é um demônio descrito no Ars Goetia, como o Grande Presidente dos infernos, e governa uma legião de trinta e seis demônios. Ele responde a verdade sobre coisas ocultas ou secretas, causa e cura doenças, ensina artes mecânicas, e muda o formato de seres humanos. Ele é retratado como um grande leão que, no âmbito do pedido do mágico, toma forma humana na presença do mesmo.

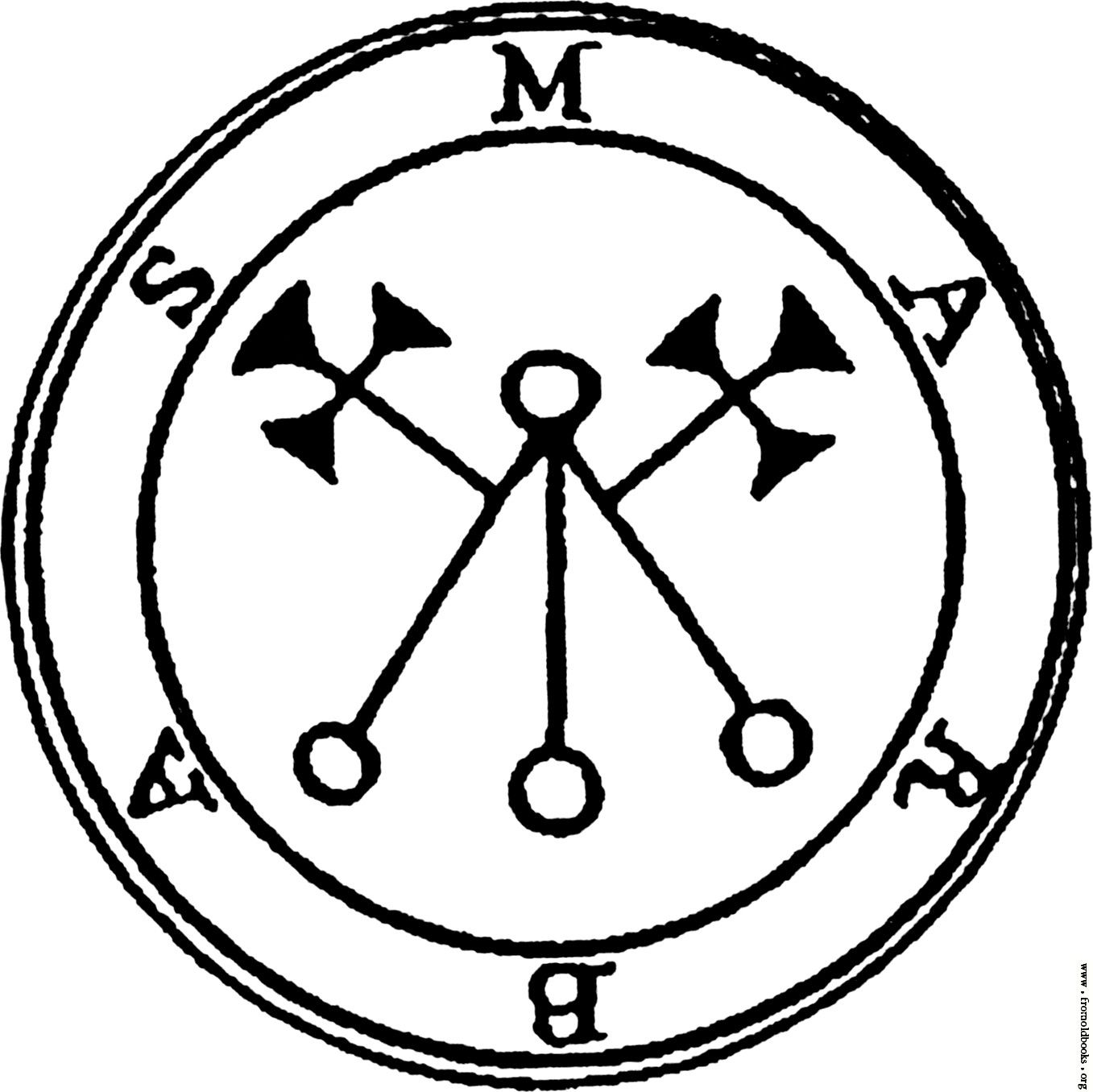
Selo de Marbas

O nome Marbas, é derivado do nome do latim, "Barbas", barba, Helleborus (uma planta que é utilizada na feitiçaria, especialmente para invocar demônios), e também um nome masculino. [carece de fontes?]
Outra ortografia para Marbas : Barbas